# The Last Alliance
The Last Alliance je páté album od finské heavy metalové, power metalové, viking metalové, symphonic metalové kapely Battlelore.

## Seznam skladeb
1. "Third Immortal"
2. "Exile the Daystar"
3. "The Great Gathering"
4. "Guardians"
5. "Voice of the Fallen"
6. "Daughter of the Sun"
7. "Green Dragon"
8. "Awakening"
9. "Epic Dreams"
10. "Moontower"
11. "The Star of High Hope"